# Piotr Wróblewski (inżynier mechanik)
Piotr Wróblewski (ur. 1988 w Słupcy) – polski naukowiec, specjalista z zakresu tribologii silników spalinowych, nanopowłok, nanocieczy, doktor habilitowany w dziedzinie nauk inżynieryjno-technicznych.

## Życiorys
W 2007 roku ukończył Liceum Ogólnokształcące im. Marszałka J. Piłsudskiego w Słupcy. Studia magisterskie ukończył na Politechnice Poznańskiej na Wydziale Maszyn Roboczych i Transportu, a w 2013 roku na kierunku mechanika i budowa maszyn w specjalności silniki spalinowe. W kolejnych latach ukończył studia podyplomowe, m.in. w Wyższej Szkole Oficerskiej Sił Powietrznych w Dęblinie w 2013 roku na kierunku Lotnictwo i kosmonautyka w specjalności Eksploatacja statków powietrznych; w Wyższej Szkole Pedagogiczno-Technicznej w Koninie na kierunku Zarządzanie oświatą i w Wyższej Szkole Kadr Menedżerskich w Koninie na Wydziale Administracji na kierunku Zarządzenie i marketing w administracji publicznej i inne. W 2018 roku uzyskał stopień doktora nauk technicznych w dyscyplinie Budowa i eksploatacja maszyn na Politechnice Poznańskiej na Wydziale Maszyn Roboczych i Transportu w Instytucie Silników Spalinowych i Transportu. Tematem rozprawy doktorskiej był „The impact of the asymetric shapes of sliding surfaces of sealing rings on the mechanical efficiency of the reciprocating combustion engine” (praca wyróżniona). W 2023 roku uzyskał stopień naukowy doktora habilitowanego w dziedzinie nauk inżynieryjno-technicznych w dyscyplinie inżynieria mechaniczna. Tematem przewodnim osiągnięcia naukowego było "Theoretical and experimental study of the interdependence of the hydrophobicity and hydrophilicity phenomena and their impact on the parameters of the oil film, taking into account multilayer nanocoatings and nanoliquids in terms of reducing friction losses in a piston combustion engine". 
Pracuje w Uczelni Techniczno-Handlowej im. H. Chodkowskiej w Warszawie na stanowisku profesora nadzwyczajnego i prodziekana Wydziału Inżynieryjnego ds. kierunku Transport (od 01.07.2021 roku) oraz w Wojskowej Akademii Technicznej na Wydziale Mechatroniki, Uzbrojenia i Lotnictwa w Zakładzie Budowy i Eksploatacji Statków Powietrznych. W latach 2018–2021 pracował także w Wyższej Szkole Kadr Menadżerskich w Koninie. Współpracuje z Politechniką Lubelską, Politechniką Warszawską, Politechniką Poznańska, Politechniką Krakowską i Politechniką Rzeszowską. Prowadził prace badawcze z Instytutem Gospodarki Surowcami Mineralnymi i Energią Polskiej Akademii Nauk (IGSMiE PAN). 
W 2023 roku znalazł się w prestiżowym gronie najwyżej cytowanych naukowców na świecie według rankingu World’s Top 2% Scientists 2023. Ranking World’s Top 2% Scientists obejmujący najbardziej wpływowych naukowców z całego świata przygotowywany jest przez naukowców ze Stanford University we współpracy z wydawnictwem Elsevier BV i firmą SciTech Strategies, Inc. W 2023 roku opublikowano dwa rankingi, z których pierwszy uwzględnia dorobek naukowy badaczy z okresu od początku ich kariery naukowej do końca 2022 roku (z uwzględnieniem zarówno osób aktywnych, jak i tych, które zakończyły już swoją karierę), a drugi - dorobek naukowy w 2022 roku.
Pełni funkcję Rzeczoznawcy Sieci Badawczej Łukasiewicz – Przemysłowy Instytut Motoryzacji w Warszawie. Jest również Rzeczoznawcą Stowarzyszenia Inżynierów i Techników Mechaników Polskich w obszarach takich jak silniki spalinowe, silniki lotnicze, pojazdy samochodowe i ciągniki. Jest także konsultantem w Ministerstwie Edukacji Narodowej do spraw podręczników. Jest współpracownikiem Komitetu ds. Architektury i Standaryzacji Inteligentnych Systemów Transportowych działającym przy Stowarzyszeniu ITS Polska.
Autor kilkudziesięciu publikacji w renomowanych czasopismach naukowych oraz ponad 100 artykułów techniczno-naukowych. Uczestniczył w kilkunastu projektach naukowo-technologicznych dotyczących nowych rozwiązań technologicznych i konstrukcyjnych, które zostały wdrożone w przemyśle. W ramach swojej działalności naukowej zrealizował kilka autorskich projektów zakończonych wdrożeniami technologicznymi. Realizator kilkunastu ekspertyz naukowych dla przemysłu, głównie w obszarze technologii maszyn i silników spalinowych. Wydał 3 recenzowane monografie, z czego 2 są zarejestrowane jako podręczniki w wykazie Ministerstwa Edukacji Narodowej. Brał udział w kilkunastu krajowych grantach naukowych oraz kilku grantach międzynarodowych. Wypromował ponad 100 inżynierów i magistrów oraz jest promotorem kilku rozpraw doktorskich. 
Od 2011 roku jest redaktorem kilku magazynów technicznych AutoMotoSerwis, Auto Expert, Magazyn Przemysłowy i Bike&Business. W ramach współpracy z magazynem AutoExpert był wielokrotnie członkiem kapituły konkursu Produkt roku edycji 2014-2024.  

## Członkostwo w instytucjach naukowych
- członek Stowarzyszenia Naukowo-Technicznego Inżynierów i Techników Przemysłu Naftowego i Gazowniczego przy Wydziale Wiertnictwa, Nafty i Gazu AGH,
- członek Polskiego Towarzystwa Naukowego Silników Spalinowych,
- członek Polskiego Towarzystwa Naukowego Mechaniki Teoretycznej i Stosowanej,
- członek Stowarzyszenia Inżynierów i Techników Mechaników Polskich,
- członek Polskiego Towarzystwa Inżynierów Lotnictwa,
- członek Polskiego Naukowo-Technicznego Towarzystwa Eksploatacyjnego,
- członek Polskiego Towarzystwa Rakietowego,
- członek Stowarzyszenia Inżynierów i Techników Przemysłu Chemicznego[6].

## Nagrody
Uzyskał wiele nagród międzynarodowych i krajowych z czego najistotniejsze to:
- nagroda za działalność naukową od Automotive and Tractors Engineering Department, Faculty of Engineering, Minia University, Egipt.
- medal Stowarzyszenia Inżynierów i Techników Mechaników Polskich.